# Американо-турецкие отношения
Американо-Турецкие отношения — двусторонние дипломатические отношения между США и Турцией.

## История
В 1831 году Соединённые Штаты Америки установили дипломатические отношения с Османской империей. После окончания Первой мировой войны была основана Турецкая Республика, с которой США установили дипломатические отношения в 1927 году. 12 июля 1947 года было подписано Соглашение об экономическом и техническом сотрудничестве, что стало логическим продолжением политики США по оказанию помощи Турции в рамках Доктрины Трумэна, призванной помочь ей противостоять угрозам со стороны Советского Союза. Общий интерес к сдерживанию советской экспансии создал фундамент для крепких отношений между США и Турцией в течение следующих сорока лет. Турция заняла сторону США в Холодной войне: в 1950 году направила подразделения вооружённых сил для участия в Корейской войне (1950—1953), присоединилась к НАТО в 1952 году, в 1955 году стала одним из организаторов Организации центрального договора, а также одобрила принципы Доктрины Эйзенхауэра в 1957 году. В течение 1950-х и 1960-х годов Турция также сотрудничала с другими союзниками Соединённых Штатов Америки на Ближнем Востоке (Ираном, Израилем и Иорданией) с целью сдерживания влияния Египта, Ирака и Сирии, которые поддерживали советскую политику.
Однако периодически между США и Турцией возникали конфликтные ситуации и недопонимание. В 1974 году начался самый сложный период их отношений после вторжения Турции на Северный Кипр. В ответ на вмешательство Турции в конфликт на Кипре Соединённые Штаты приостановили поставки оружия в эту страну. Анкара же запретила осуществлять вооружённым силам США деятельность на своей территории, которая не были связана с миссиями НАТО. Кипрская проблема продолжала отравлять отношения США и Турции в течение нескольких лет. Даже после того, как Конгресс США снял эмбарго на поставки оружия Турции в 1978 году, прошло два года, прежде чем двустороннее сотрудничество в области обороны было восстановлено до уровня 1974 года.
В течение 1980-х годов отношения между Турцией и Соединёнными Штатами постепенно восстанавливались. Хотя у Анкары и вызывали возмущение продолжающиеся попытки Конгресса США ограничить поставки военной помощи из-за Кипра, а также осуждение политиками США геноцида армян, правительство Тургута Озала в целом позитивно воспринимало политику президентов Рональда Рейгана и Джорджа Буша. Вашингтон продемонстрировал свою поддержку экономической политике Тургута Озала и оценил его усилия по открытию турецкой экономики для международной торговли, инициировав принятие программы Международного валютного фонда по оказанию экономической помощи Турции. Соединённые Штаты, в отличие от европейских стран, не особо сильно критикуют Турцию за факты нарушения прав человека, а также не оказывали давления на правительство Тургута Озала из-за турецко-курдского конфликта. К 1989 году политика Соединённых Штатов Америки положительно воспринималась политической элитой Турции.
В 1991 году Холодная война была окончена, что вынудило турецких лидеров пересмотреть внешнюю политику своей страны. Исчезновение советской угрозы и нерешённый проблемный вопрос по вступлению страны в Европейский союз вызвали у турок чувство неопределённости. Тургут Озал полагал, что будущая безопасность Турции тесно связана с продолжением партнёрских отношений с Соединёнными Штатами. По этой причине он поддержал позицию США во время войны в Персидском заливе, хотя Турцию с Ираком связывали обширные экономические связи. После окончания войны Тургут Озал продолжил поддерживать политику Соединённых Штатов в регионе, в том числе создание бесполётной зоны над Северным Ираком, арабо-израильский мирный процесс и расширение связей с государствами Центральной Азии в СНГ.
Среди населения Турции далеко не все одобряли прозападную политику Тургута Озала. В 1991 году по стране прошёл ряд антивоенных демонстраций, направленных на то, чтобы запретить США использовать военные объекты Турции для бомбардировок Ирака, а в 1992 и 1993 годах были случаи спорадических нападений на объекты Соединённых Штатов, расположенных на территории Турции. Тем не менее среди политической элиты Турции существовал консенсус, что стране выгодно оставаться стратегическим союзником Соединённых Штатов. По этой причине турецкие политики Сулейман Демирель и Тансу Чиллер продолжили развивать отношения с президентами США Джорджем Бушем и Биллом Клинтоном. В начале 1995 года самые сильные международные связи у Турции были с Соединёнными Штатами Америки.
В 2001 году Турция присоединилась к военной операции коалиционных сил в Афганистане.
В 2016 году Соединённые Штаты Америки осудили попытку военного переворота в Турции и продолжили оказывать поддержку действующему правительству Турции.
Отношения между странами испортились в 2018 году в связи с арестом в Турции пастора Эндрю Брансона; в октябре 2018 правительство Турции отпустило Э. Брансона и он вернулся домой в США.
29 октября 2019 года Конгресс США принял резолюцию о признании геноцида армян, что незначительно усугубило американо-турецкие отношения. 16 декабря того же года турецкий лидер Реджеп Эрдоган заявил о том, что парламент страны может принять резолюцию о геноциде индейцев, коренного населения США, при колонизации Американского континента — в качестве ответной меры.

## Торговые отношения
В 2000-е годы Турция стала важным рынком сбыта американских товаров. Ежегодный экспорт из США в Турцию за 2001—2011 годы вырос с 3261 млн долларов до 16034 млн долларов. За это время ежегодная стоимость турецкого экспорта в США увеличилась незначительно: с 3126 млн долларов до 4584 млн долларов. В 2015 году объём товарооборота между странами составил сумму 17,4 млрд. долларов США.
На 2023 год США осуществляет поставки сжиженного природного газа танкерами в Турцию. За период с января по май 2023 года объём поставок газа США Турции составил 10,82 % от всего импортируемого Турцией газа.
Структура экспорта из США в Турцию: самолеты, железо и сталь, сельскохозяйственная продукция, масло, хлопчатобумажная пряжа и ткань. 
США импортируют из Турции автотранспортные средства, машины, железо и сталь, продукцию сельского хозяйства, травертин, мрамор.

## Сотрудничество в области культуры
20 сентября 2021 года открыт Турецкий дом в Нью Йорке. Турецкий дом расположен в здании в 35 этажей. Высота здания - 171 метр, площадь - 20 000 м2. (бывшее здание IBM). Расположено напротив штаб-квартиры ООН.

## Военное сотрудничество
1990-е: поддержка политики Соединённых Штатов в регионе, в том числе создание бесполётной зоны над Северным Ираком, арабо-израильский мирный процесс.
В 2001 году Турция присоединилась к военной операции коалиционных сил в Афганистане.
4 единицы F-35 переданы Турции для обучения (по состоянию на 2020 год). Всего заказано 100 F-35A, контракт отменён, по причине разногласий с Вашингтоном по покупке Анкарой российских С-400 (Россия, со своей стороны, предложила поставить Турции российские Су-35 и Су-57  вместо F-35).
23 августа 2022 года министр иностранных дел Мевлют Чавушоглу заявил, что Турция не будет покупать у США военные самолеты F-16, если на их использование будут наложены ограничения. В июле Палата представителей США предложила разрешить продавать Турции модернизированные F-16 при условии, что Анкара не будет использовать их для несанкционированных полетов над территорией Греции. Турция планировала закупку F-16 после того, как ее исключили из программы помощи в производстве и покупке истребителя следующего поколения F-35.